# Endō Akira

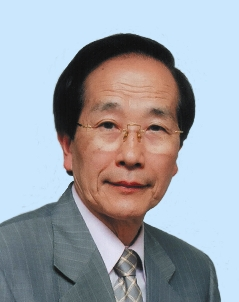
Endō Akira

Endō Akira (遠藤 章 (Viễn Đằng Chương)) (sinh ngày 14.11.1933) là nhà hóa sinh người Nhật mà công trình nghiên cứu nấm và cholesterol của ông đã dẫn tới việc phát triển loại thuốc statin rất thành công. Ông được thưởng Giải Nhật Bản (Japan Prize) thứ 22 năm 2006 (chung với nhà khí hậu học John T. Houghton) cho các thành tựu của mình, và Giải nghiên cứu Y học lâm sàng Lasker-DeBakey năm 2008.

## Tiểu sử
Endo Akira sinh trong một nông trại ở miền bắc Nhật Bản. Ông quan tấm tới nấm ngay từ khi còn nhỏ, và là người ngưỡng mộ Alexander Fleming. Ông đậu bằng cử nhân ở Đại học Tohoku (Phân khoa Nông nghiệp) tại Sendai năm 1957 và bằng tiến sĩ hóa sinh ở cùng trường này năm 1966.

## Sự nghiệp
Từ năm 1957 tới 1978 ông làm việc như một nghiên cứu sinh ở công ty dược phẩm Daiichi Sankyo Co., Ltd.; ban đầu ông nghiên cứu các enzym nấm cho quá trình sản xuất nước ép trái cây. Các khám phá thành công của ông trong lãnh vực này đã khiến ông được sang làm phụ tá nghiên cứu 2 năm ở trường Y học Albert Einstein (Albert Einstein College of Medicine, Hoa Kỳ) (1966-1968), nghiên cứu về cholesterol.
Công trình quan trọng nhất của ông trong thập niên 1970 là các metabolit nấm và ảnh hưởng của chúng trên việc tổng hợp cholesterol. Ông đưa ra giả thuyết là các nấm dùng như hóa chất để phòng ngừa các sinh vật ký sinh bằng cách ngăn chặn việc tổng hợp cholesterol, như đây là yếu tố cần thiết cho việc sản xuất ergosterol, một thành phần vách tế bào.
6.000 hợp chất đã được nghiên cứu, trong đó có 3 metabolit từ Penicillium citrinum tỏ ra có hiệu quả. Một trong số đó, mevastatin (ML-236B), là thành phần đầu tiên của loại thuốc statin. Các nghiên cứu này đã dẫn tới việc triển khai các thuốc statin khác cùng việc khám phá về sự trao đổi chất của cholesterol.
Ông làm phó giáo sư và sau đó là giáo sư (từ 1986-) ở Đại học Nông nghiệp và Công nghệ Tokyo từ năm 1979 tới 1997, và sau khi chính thức nghỉ hưu, ông trở thành chủ tịch của "Các phòng thí nghiệm nghiên cứu Dược Sinh học" (Biopharm Research Laboratories).

## Giải thưởng và Vinh dự
Sự nghiệp của ông đã mang lại cho ông nhiều giải thưởng:
- Giải cho nhà nghiên cứu trẻ về Hóa học nộng nghiệp (Nhật Bản), 1966
- Giải Heinrich Wieland cho việc phát hiện các thuốc statin (HMG-CoA reductase inhibitors) (Tây Đức), 1987
- Giải Khoa học và Công nghệ Toray (Nhật Bản), 1988
- Giải Quỹ Warren Alpert (Trường Y học Harvard, Hoa Kỳ), 2000
- Giải nghiên cứu Y học lâm sàng Lasker-DeBakey, 2008

Ngoài các giải trên, Endo Akira không hề nhận được lợi tức tài chính từ các khám phá của mình, dù rằng trên thực tế các thuốc statin nằm trong số thuốc được các bác sĩ cho toa nhiều nhất.